# The Piano (album)
The Piano je studijski album ameriškega jazzovskega pianista Herbieja Hancocka, ki je izšel 21. junija 1979 pri založbi CBS/Sony na Japonskem.

## O albumu
Album je bil posnet teden po albumu Directstep in je izšel le na Japonskem. Gre za enega najuspešnejših Hancockovih albumov na Japonskem, morda zaradi tega, ker je celoten album posnel le s klavirjem. Hancock je posnel jazzovske standarde, kot so »My Funny Valentine«, »On Green Dolphin Street« in »Some Day My Prince Will Come«, zraven pa je dodal še štiri lastne kompozicije.
Album je izšel izključno na Japonskem, na zgoščenki pa je prvič izšel leta 1983. Leta 2004 je bil, po več kot 25 letih od snemanja, ponovno izdan s štirimi dodatnimi alternativnimi posnetki z istega snemanja. To je bil do leta 2014 tudi prvi Hancockov japonski album, ki je bil dostopen preostalemu svetu.

## Seznam skladb

### Originalna izdaja
| Stran 1 | Stran 1                        | Stran 1                         | Stran 1 |
| Št.     | Naslov                         | Pisec                           | Dolžina |
| ------- | ------------------------------ | ------------------------------- | ------- |
| 1.      | „My Funny Valentine‟           | Richard Rodgers, Lorenz Hart    | 7:42    |
| 2.      | „On Green Dolphin Street‟      | Bronisław Kaper, Ned Washington | 3:20    |
| 3.      | „Some Day My Prince Will Come‟ | Frank Churchill, Larry Morey    | 4:36    |

| Stran 2         | Stran 2            | Stran 2         | Stran 2 |
| Št.             | Naslov             | Pisec           | Dolžina |
| --------------- | ------------------ | --------------- | ------- |
| 1.              | „Harvest Time‟     | Herbie Hancock  | 4:48    |
| 2.              | „Sonrisa‟          | Herbie Hancock  | 3:40    |
| 3.              | „Manhattan Island‟ | Herbie Hancock  | 3:56    |
| 4.              | „Blue Otani‟       | Herbie Hancock  | 3:24    |
| Skupna dolžina: | Skupna dolžina:    | Skupna dolžina: | 31:26   |

### Ponovna izdaja 2004
| Št.             | Naslov                              | Pisec                           | Dolžina |
| --------------- | ----------------------------------- | ------------------------------- | ------- |
| 8.              | „My Funny Valentine‟ (3.)           | Richard Rodgers, Lorenz Hart    | 6:08    |
| 9.              | „On Green Dolphin Street‟ (2.)      | Bronisław Kaper, Ned Washington | 4:04    |
| 10.             | „Some Day My Prince Will Come‟ (3.) | Frank Churchill, Larry Morey    | 5:16    |
| 11.             | „Harvest Time‟ (3.)                 | Herbie Hancock                  | 5:10    |
| Skupna dolžina: | Skupna dolžina:                     | Skupna dolžina:                 | 52:04   |

## Osebje
- Herbie Hancock – akustični klavir

### Produkcija
- Producenta: David Rubinson, Herbie Hancock
- Inženiring, miks: Fred Catero
- Mastering: Mikio Takamatsu
- Koordinacija produkcije: Yasohachi »88« Itoh, Keiichi Nakamura
- Umetniški direktor: Yusaku Nakanishi
- Fotografija na naslovnici: Kazumi Kurigami
- Fotografija: Akira Aimi